# Ithysia
Ithysia là một chi bướm đêm thuộc họ Geometridae.